# Cantón de La Ferté-Frênel
El cantón de La Ferté-Frênel era una división administrativa francesa, que estaba situada en el departamento de Orne y la región de Baja Normandía.

## Composición
El cantón estaba formado por catorce comunas:
- Anceins
- Bocquencé
- Couvains
- Gauville
- Glos-la-Ferrière
- Heugon
- La Ferté-Frênel
- La Gonfrière
- Monnai
- Saint-Evroult-Notre-Dame-du-Bois
- Saint-Nicolas-des-Laitiers
- Saint-Nicolas-de-Sommaire
- Touquettes
- Villers-en-Ouche

## Supresión del cantón de La Ferté-Frênel
En aplicación del Decreto nº 2014-247 de 25 de febrero de 2014, el cantón de La Ferté-Frênel fue suprimido el 22 de marzo de 2015 y sus 14 comunas pasaron a formar parte del nuevo cantón de Rai.